# Achalkalaki
Achalkalaki (georgiska: ახალქალაქი; armeniska: Ախալքալաք, Achalkalak; turkiska: Ahılkelek) är en stad i regionen Samtsche-Dzjavacheti i södra Georgien. Staden hade 8 295 invånare  år 2014. Achalkalaki ligger cirka 30 kilometer nordöst om gränsen mot Turkiet. Omkring 93,8 procent av stadens befolkning utgörs av armenier (2014).
Cirka 16 km väster om orten ligger klippstaden Vardzia.